# Videoclipes (álbum)
Videoclipes é um álbum de vídeo do grupo de rap brasileiro Ao Cubo, lançado em 2011 pela gravadora Graça Music. O repertório contém clipes de músicas dos álbuns Entre o Desespero e a Esperança (2007) e Um por Todos (2009). Os clipes contém participações do jogador de futebol Neymar, a cantora Soraya Moraes, o vocalista Zeider do Planta & Raiz, além de GOG, Helião e Dexter.

## Faixas
1. "Repeito é a Chave"
2. "Nasci Pra Vencer"
3. "Um por Todos"
4. "Mil Desculpas"
5. "Põe na Conta"
6. "Não Acabou"
7. "Terra"
8. "Cinderela"
9. "Proibido Chorar"
10. "Entre o Desespero e a Esperança"
11. "Filhos"